# Lobosceliana haploscelis
Lobosceliana haploscelis är en insektsart som först beskrevs av Hermann Rudolph Schaum 1853.  Lobosceliana haploscelis ingår i släktet Lobosceliana och familjen Pamphagidae. Inga underarter finns listade i Catalogue of Life.